# Oligochroa
Oligochroa is een geslacht van vlinders van de familie snuitmotten (Pyralidae), uit de onderfamilie Phycitinae.

## Soorten
- O. amaura Lower, 1902
- O. bilineatella Inoue, 1959
- O. cineracella Amsel, 1954
- O. digrammella Meyrick, 1879
- O. dionysia Zeller, 1846
- O. dubia Balinsky, 1994
- O. fasciculatella Dumont, 1932
- O. funebrella Ragonot, 1893
- O. fuscitella Ragonot, 1888
- O. gayneri Rothschild, 1901
- O. laiasalis Walker, 1859
- O. leucophaeella Zeller, 1867
- O. majoralis Hampson, 1896
- O. melanolepia Turner, 1947
- O. mesembrina Meyrick, 1887
- O. minima Balinsky, 1994
- O. nigroanalis Amsel, 1959
- O. nonceracanthia Balinsky, 1994
- O. ocelliferella Ragonot, 1888
- O. oculiferella Meyrick, 1879
- O. onigrum Balinsky, 1994
- O. piliferella Ragonot, 1888
- O. poliostrota Balinsky, 1994
- O. psammenitella Zeller, 1867
- O. pulverulenta Warren, 1888
- O. sindella Ragonot, 1893
- O. sordida Staudinger, 1879
- O. subterrella Ragonot, 1888
- O. tchahabarella Amsel, 1950
- O. tchourouma Amsel, 1961
- O. tenebralis Hampson, 1896
- O. tephrisella Amsel, 1959
- O. tristella Caradja, 1939